# Берчешть (Бузеу)
Берчешть, Берчешті (рум. Bercești) — село у повіті Бузеу в Румунії. Входить до складу комуни Козієнь.
Село розташоване на відстані 105 км на північ від Бухареста, 35 км на північний захід від Бузеу, 121 км на захід від Галаца, 75 км на південний схід від Брашова.

## Населення
За даними перепису населення 2002 року у селі проживали 193 особи, усі — румуни. Усі жителі села рідною мовою назвали румунську.